# Tharrhalea irrorata
Tharrhalea irrorata är en spindelart som först beskrevs av Tord Tamerlan Teodor Thorell 1881.  Tharrhalea irrorata ingår i släktet Tharrhalea och familjen krabbspindlar.
Artens utbredningsområde är Queensland. Inga underarter finns listade i Catalogue of Life.